# آسپروریس
آسپروریس (نام علمی: ') نام یک سرده از رده خزندگان است.